# Філіпп Гуспек
Філіпп Гуспек (нім. Philipp Huspek; нар. 5 лютого 1991) — австрійський футболіст, півзахисник клубу «Штурм» (Грац). Грав за юнацькі збірні Австрії.
Дворазовий володар Кубка Австрії.

## Ігрова кар'єра
У дорослому футболі дебютував 2008 року виступами за команду клубу «Рід», в якій провів три сезони, взявши участь у 32 матчах чемпіонату.
Своєю грою за цю команду привернув увагу представників тренерського штабу клубу «Блау-Вайс Лінц», куди спочатку був відданий в оренду 2011 року, а 2012 року підписав контракт.
З 2013 року два сезони захищав кольори команди клубу «Гредіг».
2015 року перейшов до віденського «Рапіда». У новій команді пробитися до основного складу не зумів, тож вже наступного року був спочатку відданий в оренду до клубу ЛАСК (Лінц), а згодом перейшов до «Штурма» (Грац).

## Виступи за збірні
2007 року дебютував у складі юнацької збірної Австрії (U-17), загалом на юнацькому рівні взяв участь у 10 іграх, відзначившись 2 забитими голами.

## Досягнення
- Володар Кубка Австрії (2):

«Рід»: 2010-11
«Штурм»: 2017-18